# JAZZ PROMENADE in SENDAI
JAZZ PROMENADE in SENDAI（ジャズプロムナードインセンダイ）は、宮城県仙台市で開催されているジャズに特化した音楽イベントである。ただし、2020年（令和2年）から開催されていない。仙台市の音楽イベントとして定禅寺ストリートジャズフェスティバルがあるが、これがジャズ以外の音楽ジャンルも扱うようになったために、定禅寺ストリートジャズフェスティバルの立ち上げメンバーの安田智彦がこれより離脱し、2001年（平成13年）よりジャズプロムナードイン仙台を始めた。無料の屋外音楽祭であるという面では両者は同様であるが、定禅寺ストリートジャズフェスティバルの出演者がアマチュア中心であるのに対し、ジャズプロムナードイン仙台の出演者はプロまたは審査を通過したセミプロである。また、宮城県在住者だけでなく、他県在住者も出演している。

## 歴史
戦後の占領期の仙台は、進駐した米軍の社交クラブでジャズが盛んに演奏されていた。その伝統を受け継ぎ、1970年代までは国分町を中心にキャバレーやバーで生演奏をするジャズバンドが仙台には数多く存在していた。しかし、1980年代に入ると、カラオケ等に圧されて生バンドが減少していった。そのため1987年（昭和62年）に定禅寺ストリートジャズフェスティバルの前身となるイベントを立ち上げ、1991年（平成3年）に第1回の定禅寺ストリートジャズフェスティバルを開催した。このイベントの立ち上げに関わった安田智彦が、ジャズ以外にもジャンルを広げた定禅寺ストリートジャズフェスティバルから離脱し、ジャズに特化したイベントとして始めたものがジャズプロムナードイン仙台である。なお、定禅寺ストリートジャズフェスティバルの創始者の1人である榊原光裕は定禅寺ストリートジャズフェスティバルの多ジャンル化に肯定的だった。当初、ジャズプロムナードイン仙台は、7月の開催であったが、2006年（平成18年）（第6回）からは6月または5月に開催するようになった。
| 回 | 年     | 月日            | ステージ | 参加          | 備考                                                                         |
| -- | ------ | --------------- | --- | ------------- | ---------------------------------------------------------------------------- |
| 1  | 2001年 | 7月29日         | 勾当台公園・野外音楽堂                                                                                         |               | 初開催                                                                       |
| 2  | 2002年 | 7月14日         | 勾当台公園・野外音楽堂                                                                                         | 24バンド      |                                                                              |
| 3  | 2003年 | 7月20日 7月21日 | 勾当台公園・野外音楽堂                                                                                         | 24バンド      | 初の2日間開催                                                                |
| 4  | 2004年 | 7月17日 7月18日 | 勾当台公園・野外音楽堂                                                                                         | 18バンド      |                                                                              |
| 5  | 2005年 | 7月30日 7月31日 | 勾当台公園・市民広場                                                                                           | 23バンド      | 野外音楽堂より大きいステージに変更                                           |
| 6  | 2006年 | 6月10日 6月11日 | 勾当台公園・市民広場                                                                                           | 23バンド      |                                                                              |
| 7  | 2007年 | 6月9日 6月10日  | 勾当台公園・市民広場                                                                                           | 26バンド      |                                                                              |
| 8  | 2008年 | 6月7日 6月8日   | 勾当台公園・市民広場 勾当台公園・円形広場                                                                      | 31バンド      | 初めてステージを2ヶ所にした                                                  |
| 9  | 2009年 | 6月13日 6月14日 | 勾当台公園・市民広場 勾当台公園・円形広場 勾当台公園・エレベータ前 定禅寺通・グリーンベルト                    | 延べ 59バンド | 初めてステージを4ヶ所にした 飛び入り参加可能なジャムセッションの時間を設けた |
| 10 | 2010年 | 6月12日 6月13日 | 勾当台公園・市民広場 勾当台公園・円形広場 勾当台公園・噴水前A 勾当台公園・噴水前B 定禅寺通・グリーンベルト     | 延べ 86バンド | 初めてステージを5ヶ所にした ジャムセッションは2日間延べ約6時間               |
| 11 | 2011年 | 6月11日 6月12日 | 勾当台公園・市民広場 勾当台公園・円形広場 勾当台公園・いこいゾーン 勾当台公園・野外音楽堂 勾当台公園・古図広場 |               |                                                                              |
| 12 | 2012年 | 6月9日 6月10日  | 勾当台公園・市民広場 ほか                                                                                      |               |                                                                              |
| 13 | 2013年 | 6月8日 6月9日   | 勾当台公園・市民広場 ほか                                                                                      |               |                                                                              |
| 14 | 2014年 | 6月7日 6月8日   | 勾当台公園・市民広場 ほか                                                                                      |               | 日立システムズホール仙台にて前夜祭（有料）を開催                             |
| 15 | 2015年 | 5月30日 5月31日 | 勾当台公園・市民広場 ほか                                                                                      |               | 仙台市市民活動サポートセンターにて前夜祭（有料）を開催                       |